# Гарнизонные войска

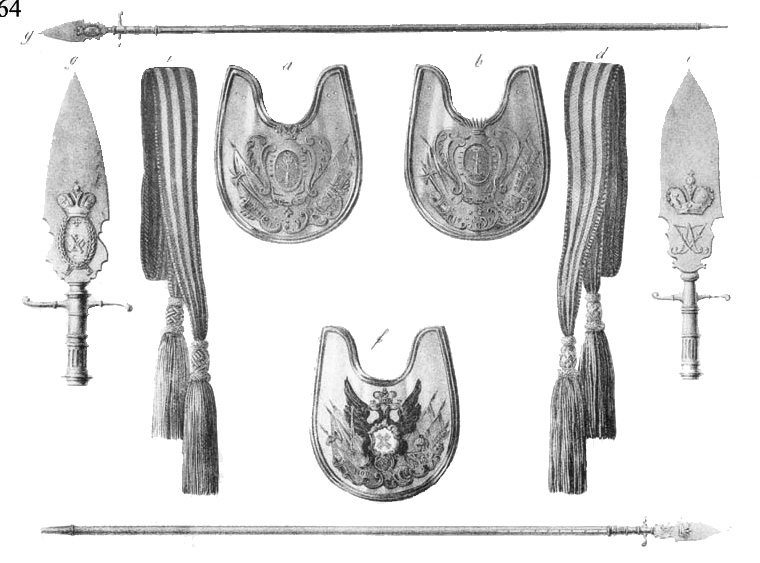
Офицерские знаки, Шарфы и Эспонтоны с 1732 по 1742 год:
a и c Армейского и Гарнизонного офицера;
b и d Армейского и Гарнизонного штаб-офицера;
e Армейского и Гарнизонного офицера;
f и g Гвардейского обер-офицера.

Гарнизонные войска — регулярные войска Русской императорской армии (РИА) предназначенные для несения внутренней (гарнизонной) службы в городах и крепостях, в мирное и военное время (в военное время, до 1811 года, исполняли функции крепостных, резервных и запасных войск).

## История

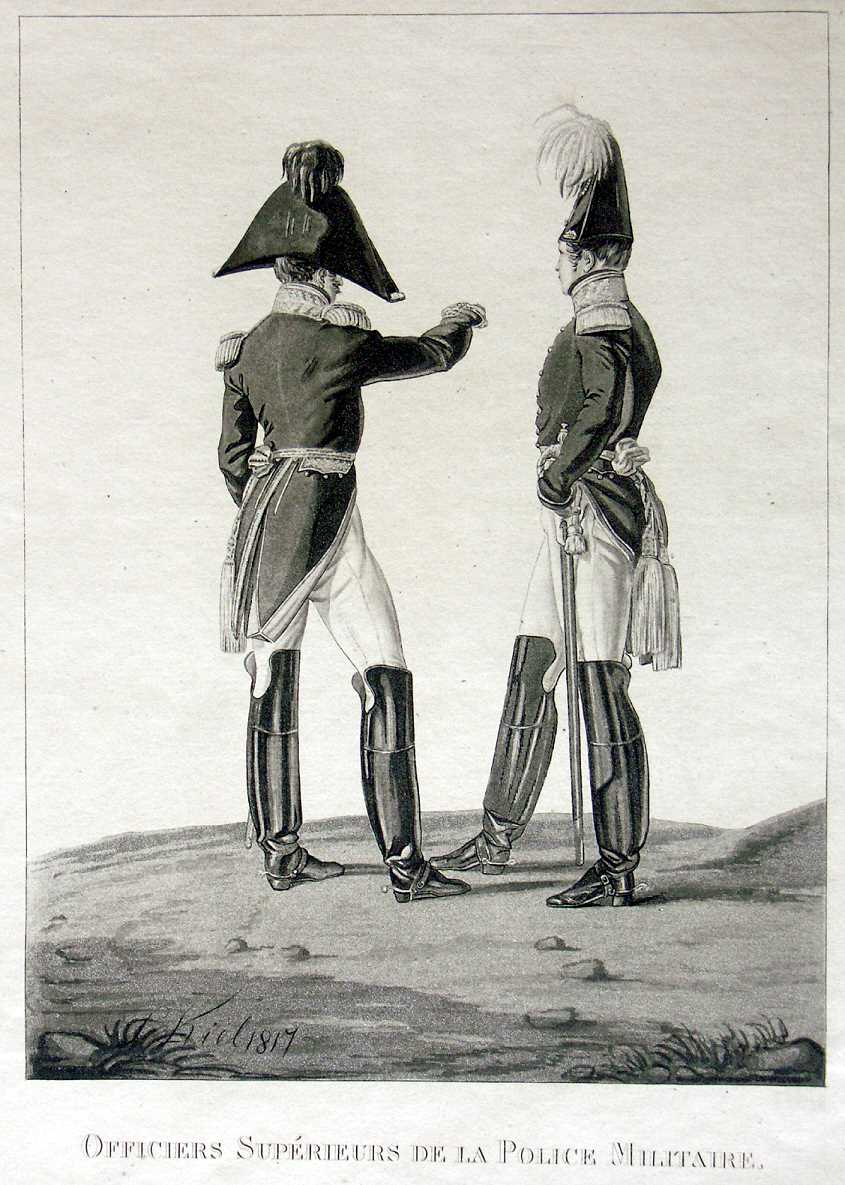
Военнослужащие Гарнизонных войск (Внутренняя стража), Лев Киль, рисунок периода Наполеоновских войн.

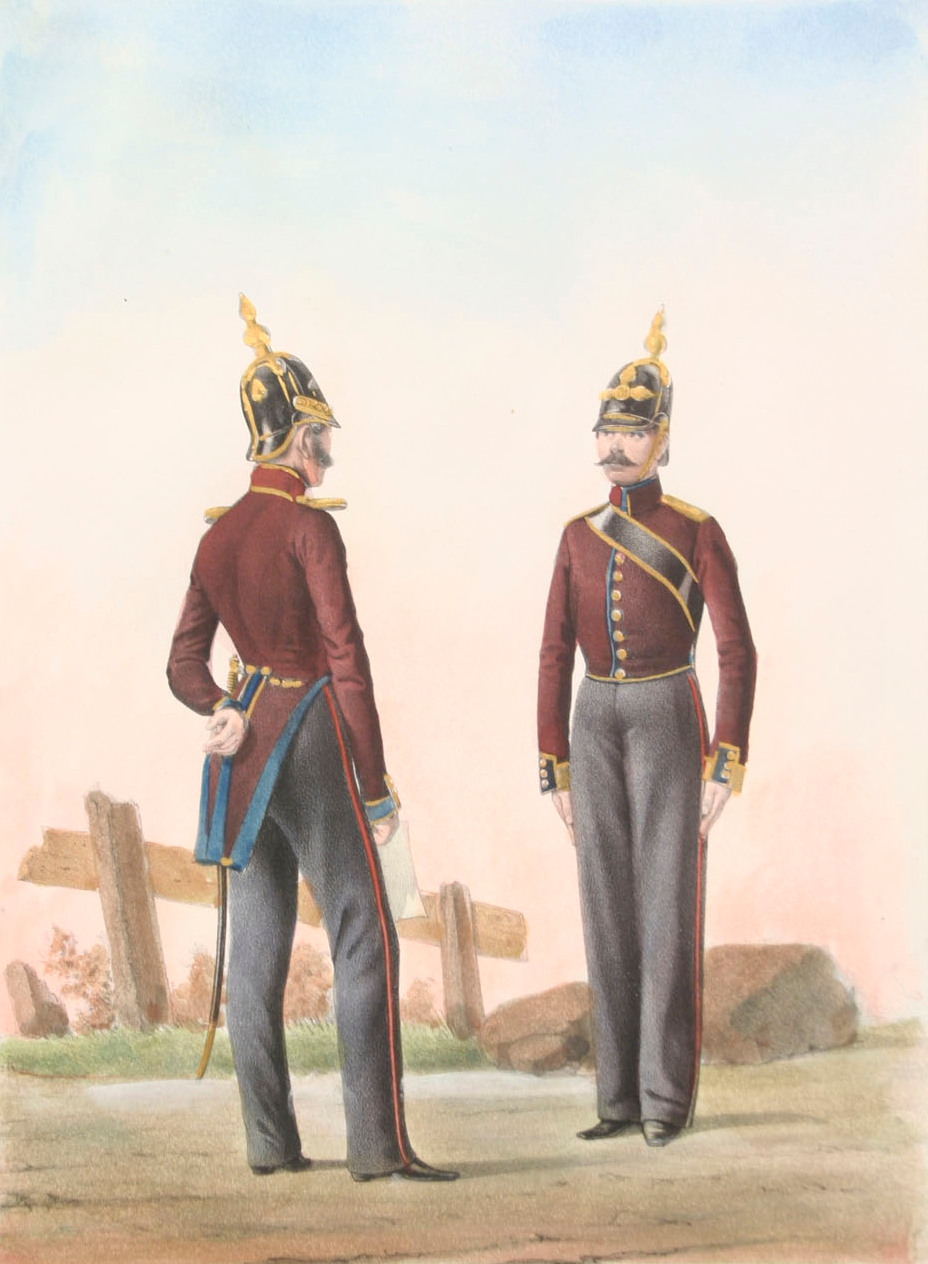
Обер-офицер и Рядовой Внутренних Гарнизонных батальонов. 1844 год.

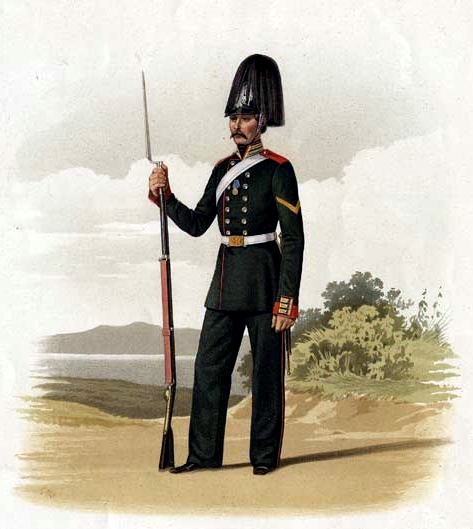
Пиратский К. К. Рядовой Лейб-Гвардии Гарнизонного батальона. 1860.

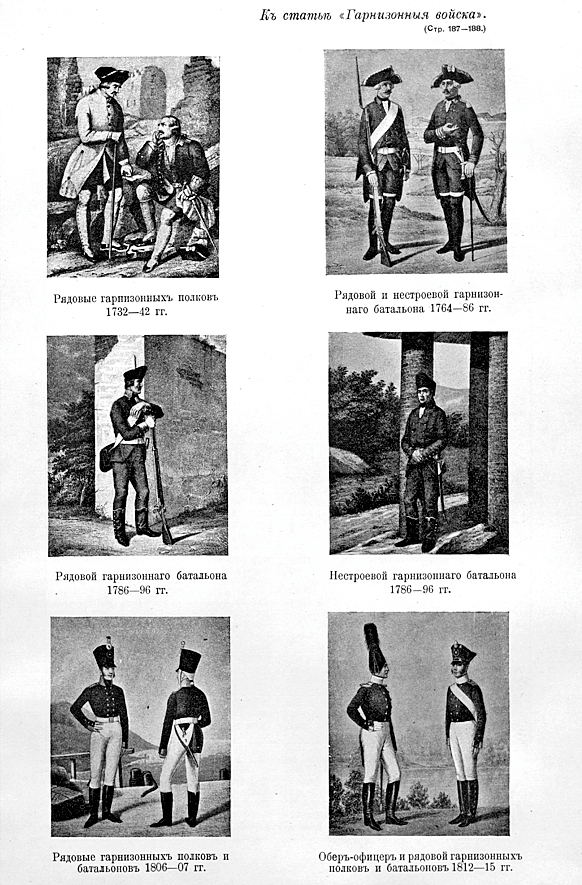
Гарнизонные войска
Рис. из «Военной энциклопедии»

С созданием Петром Первым (Великим) регулярной армии и флота, по новому праву, с рекрутскими призывами (первый — 1699 год), с обязательной бессрочной (пожизненной) военной службой (срочная служба, в 25 лет, установлена в 1793 году), вкупе с ведшейся Северной войной, в государстве появилась и категория (сословие) военнослужащих, при этом появилась и значительная группа утративших возможность «служить в поле и море» по различным причинам. Для этого, и не только, в Русской императорской армии создаются гарнизонные войска как тип войск, в 1702 (1711) году из городовых стрельцов, казаков, солдат, рейтаров и из неспособных (старых, женатых и тому подобное) к полевой службе людей новых регулярных полков. До этого времени их функции исполняли царская пехота и городовые казаки (части старого строя).
В 1710 году вышел один из первых указов, касавшихся категории военнослужащих, утративших возможность «служить в поле и море», но продолжавших числиться военнослужащими (ПСЗРИ, № 2249) — «Престарелых и раненых и увечных офицеров и урядников и солдат пересмотреть в военном приказе и годных разослать по губерниям, а негодных к посылке отослать в Московские богадельни».
Гарнизонные войска были предназначены для несения гарнизонной и внутренней службы, охраны, обороны гарнизонов и подготовки рекрутов для полевых войск. Военно-административной единицей в них были то полк, то отдельный батальон, то снова полк.
При гарнизонных войсках состояли военные школы для солдатских детей, из которых готовили для РИА нижних чинов, как то унтер-офицеров, сержантов, писарей и так далее.
С 1716 года гарнизонные войска начинают исполнять функции запасных войск, подготовляя рекрутов для полевых частей и посылая иногда команды из своего состава для укомплектования полевых полков.
В 1720 году гарнизонные войска состояли из 80-ти (более 50, в том числе 21 остзейский и 24 внутренних) пехотных и 4-х драгунских (в распоряжении губернаторов) полков.
К концу царствования Петра Великого в ВС России имелось 49 пехотных гарнизонных полков и 4 полка и два отдельных эскадрона драгун; всего — 66 000 пехоты и 4 000 конницы.
В 1764 году гарнизонные пехотные полки были разделены на отдельные батальоны (воинская часть), а кавалерия изъята из их состава. Получилось 84 единицы. Гарнизонные драгунские полки — обращены в полевые войска.
По указу от 19 апреля 1764 года в гарнизонных батальонах были образованы по 6 рот: 4 строевых, одна инвалидная и одна мастеровая. В строевых ротах служили отставные армейские рекруты; они несли гарнизонную службу в городе. В инвалидных ротах (инвалидная команда) служили «без ружья», в мастеровых — рекруты, владеющие различными ремёслами. Отслуживших свой срок в полевых частях рекрут отправляли в гарнизонные части, располагавшиеся близ места рождения рекрута. Считалось, что местные общины будут содержать отставного рекрута . Государственное содержание (пенсия) выплачивалось в крайних случаях.
В 1811 году 62 гарнизонных батальона были упразднены и обращены на формирование 11 новых полков и 40 внутренних гарнизонных или губернских полубатальонов, а позднее батальонов, в состав которых вошли также и губернские роты. Прежние гарнизонные полки и батальоны сохранены были лишь на Оренбургской линии, на Кавказе и в Сибири, где они впоследствии отчасти были переименованы в линейные, отчасти переформированы в местные войска. В 1799 году из неспособных к строевой службе чинов гвардии сформирован был лейб-гвардейский гарнизонный батальон (позднее стал кадровым батальоном лейб-гвардейского резервного пехотного полка).
Необходимость придать большую подвижность строевому управлению РИА, обнаружившаяся во время наполеоновских войн, вызвала учреждение дивизий, как строевых полевых войсковых единиц однообразного состава как в пехоте так и в кавалерии, и высших соединений — корпусов и объединений — армий. Территориальная система управления РИА была сохранена для гарнизонных войск (отдельного корпуса внутренней стражи).
Для управления гарнизонными войсками первоначально было образовано 8 округов внутренней стражи, каждым командовал окружной генерал в чине генерал-майора. В округ внутренней стражи входили две — три бригады, состоящие из двух — 4 батальонов. Батальоны (полубатальоны) дислоцировались в губернских городах и носили в наименовании их названия (Астраханский, Минский и тому подобное). В каждом уездном городе размещалась инвалидная команда. В последующем число округов внутренней стражи доходило до 12.
Возглавил гарнизонные войска (внутреннюю стражу) России инспектор генерал-адъютант Е. Ф. Комаровский. Для руководства было утверждено «Положение для внутренней стражи», согласно которому они использовалась:
- в помощь исполнению законов и приговоров суда;
- на поимку, преследование и истребление разбойников и рассеяние запрещенных законом скопищ;
- на усмирение неповиновении и буйства;
- для поимки беглых, ушедших преступников и дезертиров;
- для преследования запрещённых и тайно провезенных товаров;
- в помощь, свободному движению внутреннего продовольствия;
- для содействия сбору податей и недоимок;
- для сохранения порядка и спокойствия церковных обрядов всех исповеданий, законом терпимых;
- для охранения порядка на ярмарках, торгах, народных и церковных празднествах и прочее;
- для принятия и провожания рекрут, преступников, арестантов и пленных;
- для отправления военных, просрочивших отпуски, к их командам;
- на пожары, для помощи при, разлитии рек и тому подобное;
- для отряжения нужных часовых к присутственным местам, тюрьмам и острогам;
- для провожания казны, а сверх того, для употребления к выемкам при открытии корчемства и к страже виновных до отсылки их к суду.

В 14 июля 1816 года все гарнизонные части были сведены в Отдельный корпус внутренней стражи, разделённый на 12 округов.
Перед Восточной войной в гарнизонных войсках состояли:
- 53 губернских гарнизонных батальонов;
- один губернский гарнизонный полубатальон;
- 564 инвалидные гарнизонные команды;
- 296 инвалидных «этапных» команд;
- 5 инвалидных «соляных» команд.

Всего около 145 000 человек личного состава.
В 1858 году численность личного состава Отдельного корпуса внутренней стражи гарнизонных войск составляла 3 141 офицеров и генералов, 180 236 унтер-офицеров и солдат.
В гарнизонных войсках для обслуживания крепостных орудий служила гарнизонная артиллерия, состоявшая из:
- крепостных рот;
- арсенальных рот;
- лабораторных рот. В 1867 году все они были переименованы в местные артиллерийские команды.

В 1859 году было введено «Положение о преобразовании гарнизонной артиллерии», по которому гарнизонная артиллерия в крепостях была разделена на крепостную, к которой относилась орудийная прислуга, и гарнизонную, предназначенную для несения караулов и содержания артиллерийского имущества в гарнизонах, арсеналах и на заводах. Артиллерийские округа были переименованы в Округа крепостной артиллерии.
Гарнизонные войска во 2-й половине XIX века (1869—1870) были преобразованы в местные войска (смотри статью Местное военное управление), гарнизонная артиллерия — в крепостную артиллерию.
На конец XIX века (1897 год) в соответствии со Сводом военных постановлений V книга (статьи 90 — 92) название «Местные войска» присвоено:
- Конвойным командам;
- Местным командам, содержимым для отправления внутренней караульной службы в тех городах и урочищах, где нет ни полевых, ни резервных войск.

Всего местных войск, по штату 1893 года, в ВС России было положено 155 команд, числом от 25 до 500 человек личного состава каждая.